# Frank Bruno
Franklin Roy "Frank" Bruno OIB (nacido el 16 de noviembre de 1961) es un exboxeador británico que llegó a ser campeón del Consejo Mundial de Boxeo en la categoría de peso pesado en 1995. Ganó 40 de sus 45 combates disputados y como Henry Cooper antes que él, ha mantenido la popularidad tras dejar de competir.

## Biografía
Ganó el título europeo de los pesos pesados con un nocaut sobre el sueco Anders Eklund. Ganó después en un asalto al antiguo campeón de la Asociación Mundial de Boxeo, el sudafricano Gerrie Coetzee. En julio de 1986 tuvo su primera oportunidad para ganar el título mundial ante Tim Witherspoon, que poseía el título de la Asociación. Era el ganador a los puntos en el undécimo asalto, pero fue derrotado por nocaut.
Peleó ante James Tillis, Reggie Gross, Chuck Gardner y el veterano Joe Bugner antes de volver a tener una oportunidad mundialista. El combate fue ante Mike Tyson en 1989, por los tres cinturones que tenía Tyson en ese momento. Bruno perdió en el quinto asalto tras parar el combate el árbitro. Peleó entonces ante José Ribalta, Carl Williams, Pierre Coetzer y Jan Emmen.
En 1993 tuvo su tercer intento por conseguir el campeonato mundial ante un joven Lennox Lewis, que realizaba su segunda defensa del título. Esta se convirtió en la primera pelea de la historia en la que dos británicos peleaban por el título mundial. Lewis ganó a Bruno tras ser parado el combate por el árbitro en el séptimo asalto.
Ganó entonces a Jesse Ferguson en el primer asalto, a Rodolfo Marin y Mike Evans antes de enfrentarse a Oliver McCall, que había ganado sorprendentemente el 24 de septiembre de 1994 a Lennox Lewis, y posteriormente había defendido su título ante Larry Holmes. El 2 de septiembre de 1995, se convirtió finalmente en campeón del mundo tras los doce asaltos. En su primera defensa quiso defender el título ante Mike Tyson, pero perdió en el tercer asalto tras parar el árbitro el combate.

## Récord profesional
| 40 Ganadas (38 KOs), 5 Derrotas |      |        |                       |      |               |            |                                                            |                                                                         |
| N°                              | Res. | Récord | Oponente              | Tipo | Rd., Tiempo   | Datos      | Localidad                                                  | Notas                                                                   |
| 1                               | G    | 1–0    | Lupe Guerra           | KO   | 1 (8)         | 17-03-1982 | Royal Albert Hall, Londres, Inglaterra                     | Debut                                                                   |
| 2                               | G    | 2–0    | Harvey Steichen       | TKO  | 2 (8), 2:30   | 30-03-1982 | Wembley Arena, Londres, Inglaterra                         |                                                                         |
| 3                               | G    | 3–0    | Abdul Muhaymin        | KO   | 1 (8), 2:25   | 20-04-1982 | Royal Albert Hall, Londres, Inglaterra                     |                                                                         |
| 4                               | G    | 4–0    | Ronald Gibbs          | TKO  | 4 (8)         | 04-05-1982 | Wembley Arena, Londres, Inglaterra                         |                                                                         |
| 5                               | G    | 5–0    | Tony Moore            | TKO  | 2 (8)         | 01-06-1982 | Royal Albert Hall, Londres, Inglaterra                     |                                                                         |
| 6                               | G    | 6–0    | George Scott          | TKO  | 1 (8), 2:42   | 14-09-1982 | Wembley Arena, Londres, Inglaterra                         |                                                                         |
| 7                               | G    | 7–0    | Ali Lukasa            | TKO  | 2 (8)         | 23-10-1982 | Berlín, Alemania                                           |                                                                         |
| 8                               | G    | 8–0    | Rudy Gauwe            | KO   | 2 (8), 0:20   | 09-11-1982 | Royal Albert Hall, Londres, Inglaterra                     |                                                                         |
| 9                               | G    | 9–0    | George Butzbach       | TKO  | 1 (8), 2:00   | 23-11-1982 | Wembley Arena, Londres, Inglaterra                         |                                                                         |
| 10                              | G    | 10–0   | Gilberto Acuna        | TKO  | 1 (10), 0:40  | 07-12-1982 | Royal Albert Hall, Londres, Inglaterra                     |                                                                         |
| 11                              | G    | 11–0   | Stewart Lithgo        | RTD  | 4 (8), 3:00   | 18-01-1983 | Royal Albert Hall, Londres, Inglaterra                     |                                                                         |
| 12                              | G    | 12–0   | Peter Mulindwa Kozza  | KO   | 3 (10), 1:37  | 08-02-1983 | Royal Albert Hall, Londres, Inglaterra                     |                                                                         |
| 13                              | G    | 13–0   | Winston Allen         | TKO  | 2 (10), 1:25  | 01-03-1983 | Royal Albert Hall, Londres, Inglaterra                     |                                                                         |
| 14                              | G    | 14–0   | Eddie Neilson         | TKO  | 3 (10), 0:25  | 05-04-1983 | Royal Albert Hall, Londres, Inglaterra                     |                                                                         |
| 15                              | G    | 15–0   | Scott LeDoux          | TKO  | 3 (10), 1:35  | 03-05-1983 | Wembley Arena, Londres, Inglaterra                         |                                                                         |
| 16                              | G    | 16–0   | Barry Funches         | TKO  | 5 (10), 0:52  | 31-05-1983 | Royal Albert Hall, Londres, Inglaterra                     |                                                                         |
| 17                              | G    | 17–0   | Mike Jameson          | KO   | 1 (10), 1:30  | 09-07-1983 | DiVinci Manor, Chicago, Illinois                           |                                                                         |
| 18                              | G    | 18–0   | Bill Sharkey          | KO   | 1 (10), 2:08  | 27-09-1983 | Wembley Arena, Londres, Inglaterra                         |                                                                         |
| 19                              | G    | 19–0   | Floyd Cummings        | TKO  | 7 (10), 2:43  | 11-10-1983 | Royal Albert Hall, Londres, Inglaterra                     |                                                                         |
| 20                              | G    | 20–0   | Walter Santemore      | KO   | 4 (10), 0:50  | 06-12-1983 | Royal Albert Hall, Londres, Inglaterra                     |                                                                         |
| 21                              | G    | 21–0   | Juan Antonio Figueroa | TKO  | 1 (10), 0:57  | 13-03-1984 | Wembley Arena, Londres, Inglaterra                         |                                                                         |
| 22                              | D    | 21–1   | James Smith           | KO   | 10 (10)       | 13-05-1984 | Wembley Arena, Londres, Inglaterra                         |                                                                         |
| 23                              | G    | 22–1   | Ken Lakusta           | KO   | 2 (10)        | 25-09-1984 | Wembley Arena, Londres, Inglaterra                         |                                                                         |
| 24                              | G    | 23–1   | Jeff Jordan           | TKO  | 3 (10), 1:50  | 06-11-1984 | Royal Albert Hall, Londres, Inglaterra                     |                                                                         |
| 25                              | G    | 24–1   | Phillip Brown         | PTS  | 10            | 27-11-1984 | Wembley Arena, Londres, Inglaterra                         |                                                                         |
| 26                              | G    | 25–1   | Lucien Rodriguez      | TKO  | 1 (10), 2:39  | 26-03-1985 | Wembley Arena, Londres, Inglaterra                         |                                                                         |
| 27                              | G    | 26–1   | Anders Eklund         | KO   | 4 (12), 0:20  | 01-10-1985 | Wembley Arena, Londres, Inglaterra                         | Gana el título European del peso pesado                                 |
| 28                              | G    | 27–1   | Larry Frazier         | KO   | 2 (10), 2:14  | 04-12-1985 | Royal Albert Hall, Londres, Inglaterra                     |                                                                         |
| 29                              | G    | 28–1   | Gerrie Coetzee        | KO   | 1 (10), 1:50  | 04-03-1986 | Wembley Arena, Londres, Inglaterra                         |                                                                         |
| 30                              | D    | 28–2   | Tim Witherspoon       | TKO  | 11 (12), 2:57 | 19-07-1986 | Wembley Stadium, Londres, Inglaterra                       | Por el título de la WBA del peso pesado                                 |
| 31                              | G    | 29–2   | James Tillis          | TKO  | 5 (10), 1:57  | 24-03-1987 | Wembley Arena, Londres, Inglaterra                         |                                                                         |
| 32                              | G    | 30–2   | Chuck Gardner         | TKO  | 1 (10), 0:55  | 27-06-1987 | Palais des Festivals et des Congres, Cannes, Francia       |                                                                         |
| 33                              | G    | 31–2   | Reggie Gross          | TKO  | 8 (10)        | 30-08-1987 | Nueva Andalucía Bullring, Marbella, España                 |                                                                         |
| 34                              | G    | 32–2   | Joe Bugner            | TKO  | 8 (10), 3:00  | 24-10-1987 | White Hart Lane, Londres, Inglaterra                       |                                                                         |
| 35                              | D    | 32–3   | Mike Tyson            | TKO  | 5 (12), 2:55  | 25-02-1989 | Las Vegas Hilton, Winchester, Nevada                       | Por los títulos de la WBA, WBC, IBF, The Ring, y lineal del peso pesado |
| 36                              | G    | 33–3   | John Emmen            | TKO  | 1 (10), 3:00  | 20-11-1991 | Royal Albert Hall, Londres, Inglaterra                     |                                                                         |
| 37                              | G    | 34–3   | José Ribalta          | KO   | 2 (10), 1:44  | 22-04-1992 | Wembley Arena, Londres, Inglaterra                         |                                                                         |
| 38                              | G    | 35–3   | Pierre Coetzer        | TKO  | 8 (10)        | 17-10-1992 | Wembley Arena, Londres, Inglaterra                         |                                                                         |
| 39                              | G    | 36–3   | Carl Williams         | TKO  | 10 (10), 0:29 | 24-04-1993 | National Exhibition Centre, Birmingham, Inglaterra         |                                                                         |
| 40                              | D    | 36–4   | Lennox Lewis          | TKO  | 7 (12), 1:12  | 01-10-1993 | Cardiff Arms Park, Cardiff, Gales                          | Por el título de la WBC del peso pesado                                 |
| 41                              | G    | 37–4   | Jesse Ferguson        | TKO  | 1 (10), 2:22  | 16-03-1994 | National Exhibition Centre, Birmingham, Inglaterra         |                                                                         |
| 42                              | G    | 38–4   | Rodolfo Marin         | KO   | 1 (10), 1:05  | 18-02-1995 | Bath & West Country Showground, Shepton Mallet, Inglaterra |                                                                         |
| 43                              | G    | 39–4   | Mike Evans            | KO   | 2 (10), 3:05  | 13-05-1995 | Kelvin Hall, Glasgow, Escocia                              |                                                                         |
| 44                              | G    | 40–4   | Oliver McCall         | UD   | 12            | 02-09-1995 | Wembley Stadium, Londres, Inglaterra                       | Gana el título de la WBC del peso pesado                                |
| 45                              | D    | 40–5   | Mike Tyson            | TKO  | 3 (12), 0:50  | 16-03-1996 | MGM Grand Garden Arena, Paradise, Nevada                   | Pierde el título de la WBC del peso pesado                              |